# Fontiers-Cabardès
Fontiers-Cabardès – miejscowość i gmina we Francji, w regionie Oksytania, w departamencie Aude.
Według danych na rok 1990 gminę zamieszkiwało 306 osób, a gęstość zaludnienia wynosiła 36 osób/km² (wśród 1545 gmin Langwedocji-Roussillon Fontiers-Cabardès plasuje się na 624. miejscu pod względem liczby ludności, natomiast pod względem powierzchni na miejscu 831.).

## Zabytki
Zabytki w miejscowości posiadające status Monument historique:
- kościół Saint-Clément (Église Saint-Clément)